# Мананникова, Анна Степановна
Анна Степановна Мананникова (Данилова; февраль 1895, Октябрьское, Поворинский район — 6 августа 1970, Москва) — советский скульптор и живописец.

## Биография
Анна Мананникова родилась в феврале 1895 года в селе Калмык Воронежской губернии (ныне село Октябрьское Воронежской области) в бедной крестьянской семье. В детстве проявился её талант скульптора: она часто ходила на берег реки, где из глины лепила фигурки людей и животных. Учитель сельской школы, увидев её способности, устроил её в прогимназию ближайшего города Новохопёрска, где обучали рисованию. Во время учёбы там она писала масляными красками портреты и пейзажи.
В 1913 году училась в Москве частной школе И. И. Машкова. В 1913—1917 годах обучалась в Московском училище живописи, ваяния и зодчества у С. М. Волнухина. В 1918—1921 годах преподавала рисование в городе Острогожске. В 1923—1925 годах обучалась скульптуре во ВХУТЕМАСе у И. М. Чайкова. Её дипломными работами были скульптуры «В цепях» и «Запретная книга». Мананникова была в числе организаторов Центрального музея революции СССР. Состояла в Ассоциации художников революционной России.
Жила в Москве. Работала в станковой и монументально-декоративной скульптуре. Выполняла композиции композиций на историко-революционные и батальные темы. Также занималась живописью. Была замужем за Д. М. Даниловым.
По словам искусствоведа Л. Р. Варшавского, Мананникова «не приняла модных веяний „новаторов“ с их формалистическими трюками и деформацией», но в то же время отказалась от «позиции академической эстетики, ратовавшей за статичность и протокольность изображений». По его мнению, пластический язык скульптора «свободный и выразительный, он принимал подчас черты живописности, поражая экспрессией, чётким ритмом и напряжённостью».
Умерла в Москве 6 августа 1970 года.

## Работы
- «В цепях» (тонированное дерево, 1925, Острогожский музей им. И. Н. Крамского)[5][2]
- «Запретная книга» (1925, Государственный центральный музей современной истории России)[2]
- «За революцию! 1905 год» (гипс, 1928, Государственный центральный музей современной истории России)[6][2]
- Эскиз скульптуры «Рабочий» (гипс, Острогожский музей им. И. Н. Крамского)[7]
- «Юноша со знаменем»[2]
- «Красные листовки»[2]
- «Защита СССР»[2]
- «Разгром белогвардейцев»[2]
- «Урожай» (дерево, Солнечногорский музейно-выставочный центр «Путевой дворец»)[8]
- «Рабфаковка» (гипс, 1930-е, Государственный центральный музей современной истории России)[9]
- Бюст «Н. В. Гоголь» (гипс, Мордовский республиканский музей изобразительных искусств имени С. Д. Эрьзи)[10]
- Бюст «Л. Н. Толстой» (гипс, Острогожский музей им. И. Н. Крамского)[11]
- Бюст «Пожилая женщина» (гипс, Острогожский музей им. И. Н. Крамского)[12]
- Бюст «В. И. Ленин» (гипс, Острогожский музей им. И. Н. Крамского)[13]
- Медальерная работа «Новые речи» (1927)[14]
- Барельеф «Косарь» (гипс, 1928)[15]
- Барельеф-эскиз «Разгром обоза» (гипс, Острогожский музей им. И. Н. Крамского)[16]
- Барельеф «Шахтёры» (гипс, 1930, Острогожский музей им. И. Н. Крамского)[17]
- «Атака» (1931)[2]
- Рельеф «Комсомольская бригада» (1931)[18]
- Барельеф «Прорыв красной конницы под Перекопом в 1920 году» (гипс, дерево, 1933, ГТГ)[18][1]
- Барельеф «Рабоче-крестьянский союз» (гипс, 1933)[18]
- Бюст «Старушка» (гипс, 1934, Острогожский музей им. И. Н. Крамского)[19]
- Рельеф «Оборона Красного Луганска» на фасаде Мемориального комплекса «Борцам Революции» в Луганске (1936)[18]
- Барельеф «А. С. Пушкин» (гипс, 1936, Государственный музей А. С. Пушкина)[20]
- Эскиз барельефа «На басмачей» (гипс, 1936, Острогожский музей им. И. Н. Крамского)[21][2]
- Барельеф «Бой Инзенской дивизии с конницей Шкуро» (гипс, 1937)[18]
- Конкурсный проект памятника Павлику Морозову в Москве (гипс, 1938, Государственный центральный музей современной истории России)[22][23]
- Скульптуры «Танцовщица», «Трубач», «Балерина», «Скрипач» на портике Концертного зала имени П. И. Чайковского (выполнены в 1940 году, установлены в 2022 году)[24]
- Барельеф «Оборона Москвы» (гипс, 1941—1944, Острогожский музей им. И. Н. Крамского)[25][2]
- «Девушка-снайпер» (1941—1945)[2]
- Барельеф «Революционер» (глина, 1948, Острогожский музей им. И. Н. Крамского)[26]
- «Партизан на коне» (гипс тонированный, 1950, Смоленский государственный музей-заповедник)[27][28]
- «Колхозница» (дерево, 1953)[29]
- «Победитель» (гипс, 1960)[28]